# أندريا نيل
أندريا نيل هي لاعبة كرة قدم كندية، ولدت في 26 أكتوبر 1971 في فانكوفر في كندا. شاركت مع منتخب كندا لكرة القدم للسيدات. أما مع النوادي، فقد لعبت مع فانكوفر وايتكابس.

## وصلات خارجية
- أندريا نيل على موقع الاتحاد الدولي (مؤرشف)  (الإنجليزية)
- أندريا نيل على موقع قاعدة بيانات كرة القدم.إي يو (الإنجليزية)
- أندريا نيل على موقع عالم كرة القدم.نت (الإنجليزية)
- أندريا نيل على موقع قاعة كولومبيا البريطانية للمشاهير الرياضية (الإنجليزية)
- أندريا نيل على موقع قاعة كندا للمشاهير الرياضية (الإنجليزية)